# Cultivateur rotatif

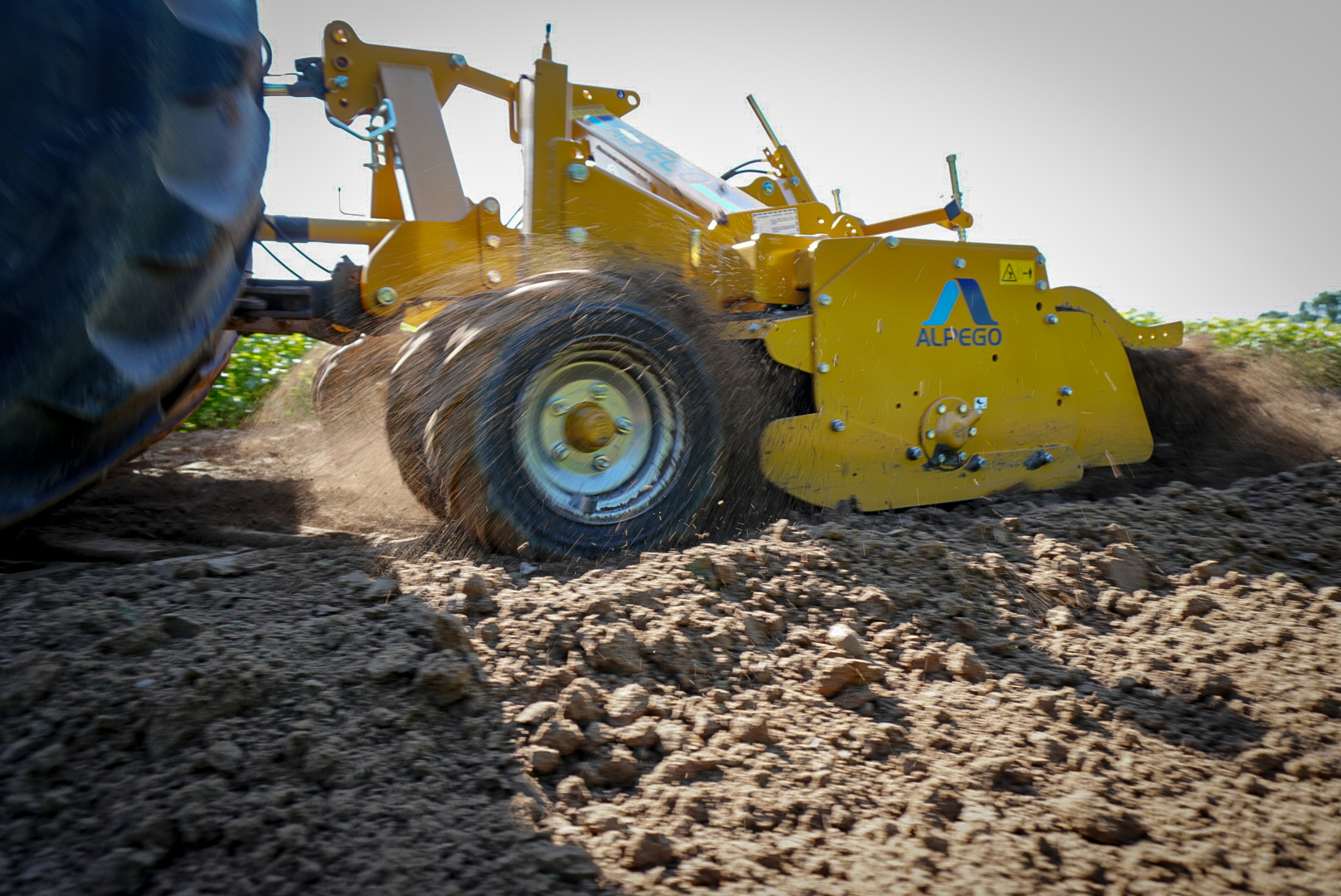
Cultivateur rotatif ALPEGO pour tracteur

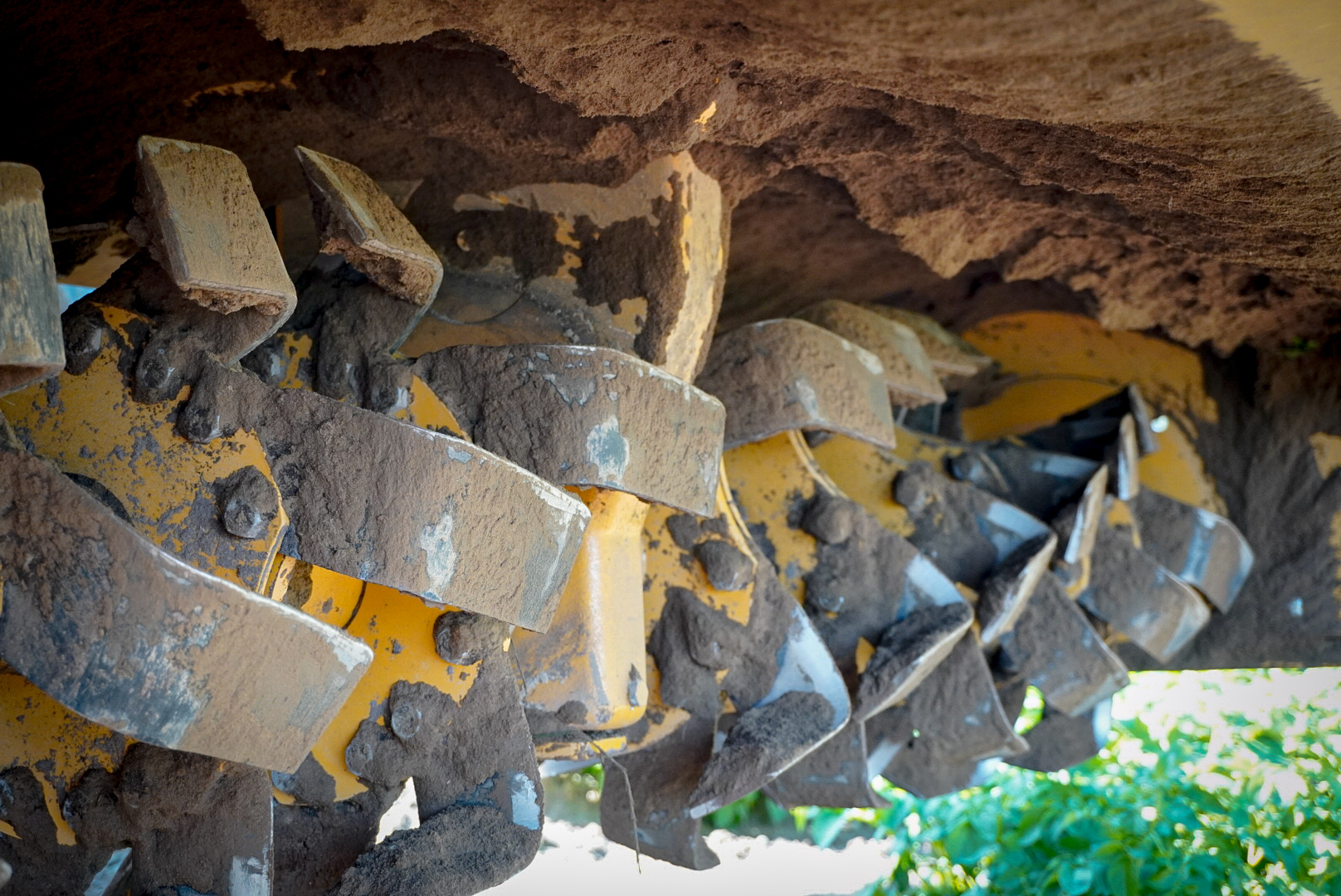
Vue détaillée d'un cultivateur rotatif

Un cultivateur rotatif est un appareil de travail du sol (cultivateur) entraîné par un tracteur ou un motoculteur présentant des dents courbées tournant sur un axe horizontal. Il peut être appelé rotavator, du nom donné par le fabricant historique, houe rotative, ou encore fraise rotative (bien qu'il s'agisse d'un pléonasme).
Des modèles à dents droites sont parfois appelés rototiller.
Il ne doit pas être confondu avec herse rotative ni charrue rotative (rotalabour à rotation lente). Par ailleurs, les petites fraises autonomes sans roues motrices très populaires chez les jardiniers sont appelées motobineuses.

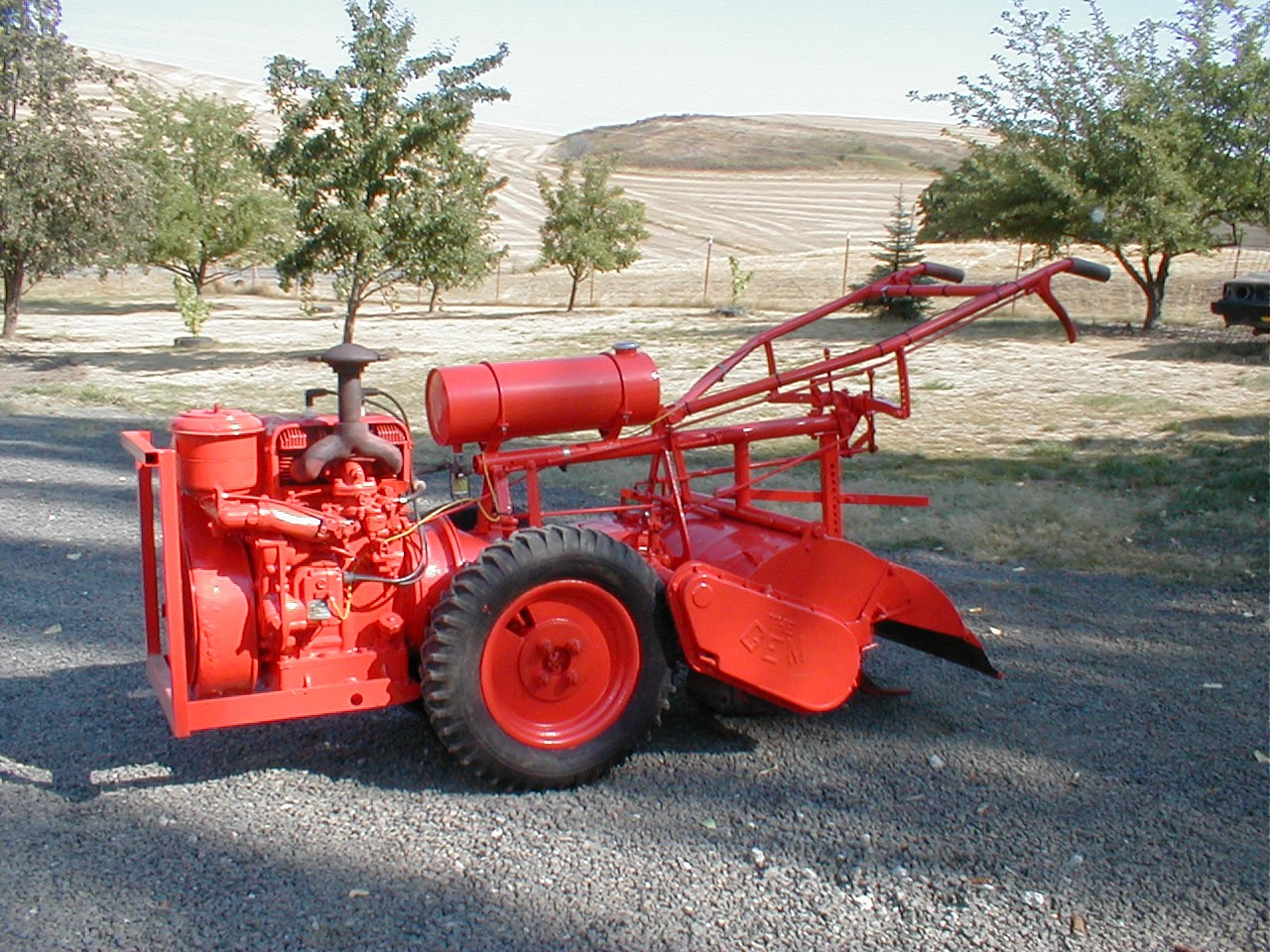
Howard Rotavator modèle « Gem ». La fraise était installée à demeure sur l'appareil motorisé en 18 chevaux. États-Unis, années 1960.

Sous le brevet 18/137/20 du 6 août 1921, le cultivateur rotatif est breveté par  Arthur Clifford Howard en Australie. Il connaîtra le succès sous la marque Howard Rotavator.

## Structure et fonctionnalité

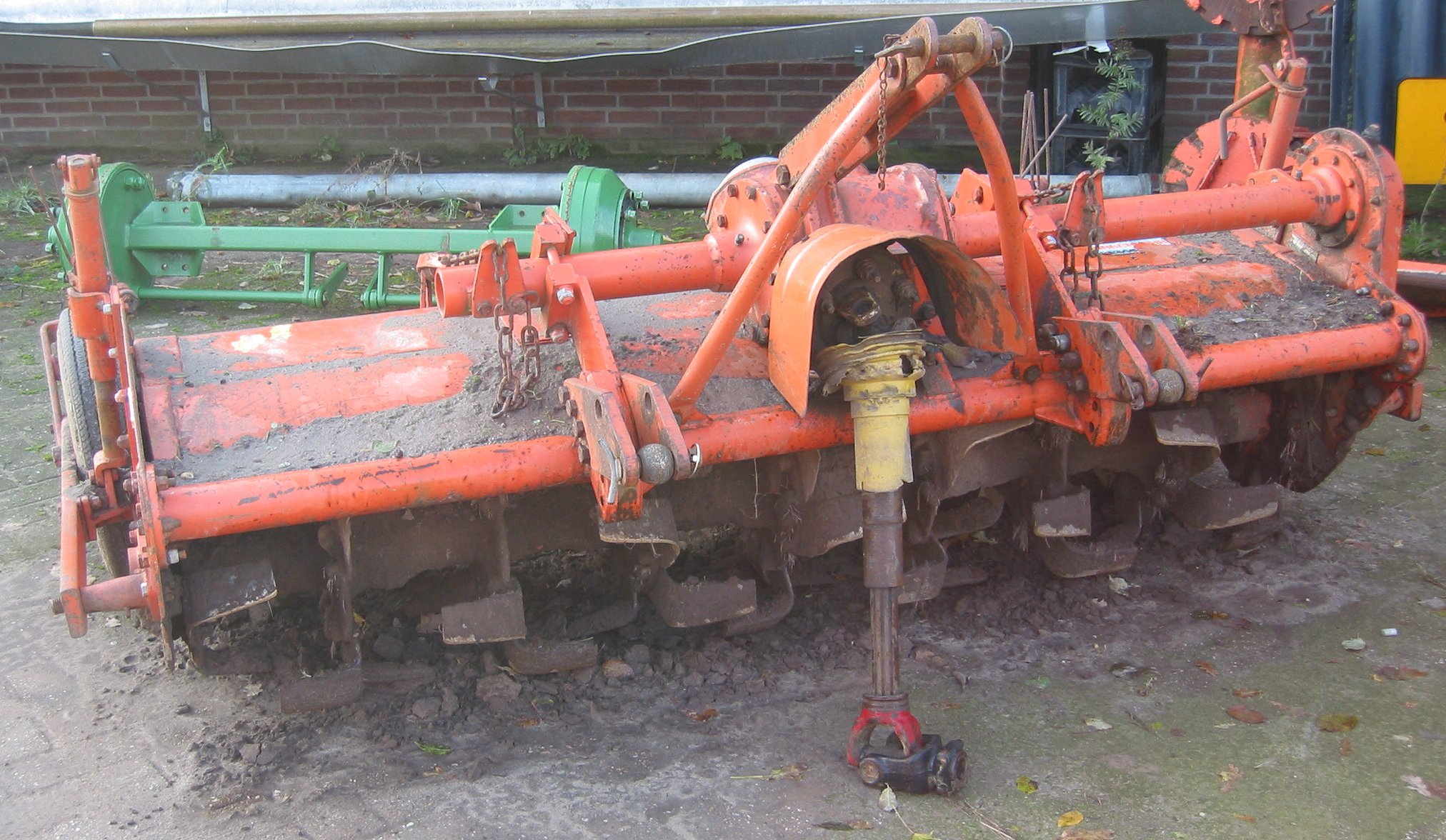
Cultivateur rotatif Rotovator, années 1970.

L'outil est attelé au tracteur sur le système trois points et est entraîné par son moteur au moyen de la prise de force. Les lames coudées à l'extrémité extérieure tournent autour d'un arbre horizontal (100 à 300 tr/min) dans le sens de rotation des roues du tracteur. Les lames coupent la terre et la jettent contre un déflecteur ou tablier réglable, qui ameublit, émiette et mélange le sol. Le cultivateur rotatif est l'un des rares outils agricoles qui n'ont pas besoin du tracteur pour être tirés, mais que le tracteur freine pour permettre un travail adéquat. Cette caractéristique était avantageuse lorsque le parc de tracteurs était essentiellement composé d'engins à deux roues motrices qui peinaient à tirer des outils à disques lourds (type d'outil concurrent). Le sol peut généralement être travaillé jusqu'à une profondeur d'environ 15 cm, mais il existe également des versions avec un diamètre particulièrement important du tambour qui permettent des profondeurs de travail jusqu'à environ 30 cm. Des patins ou des roues de jauge permettent de régler la profondeur de travail.
Généralement, une boîte de vitesses permet d'adapter la vitesse de rotation par exemple pour limiter l'émiettement. Dans certains cas elle permet d'inverser le sens de rotation pour enfouir les pierres ou les trier par projection sur une grille.

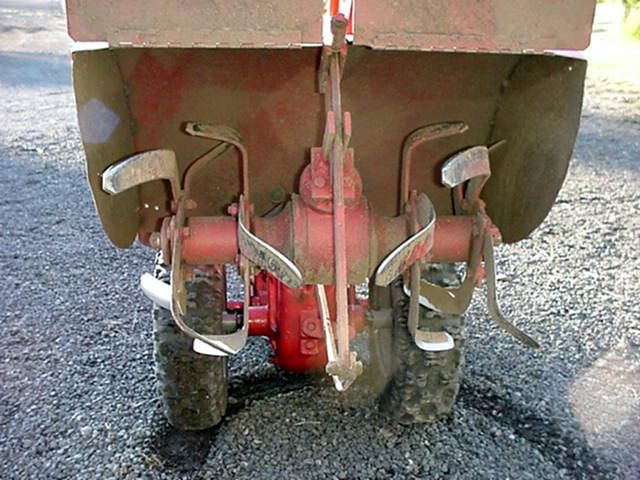
Fraise rotative sur un motoculteur

Des outils plus petits peuvent être attelés sur des motoculteurs.
En grandes cultures, il est généralement reproché au rotavator de laisser un fond de travail lisse (une semelle) à la différence des cultivateurs à dents fixes ou oscillantes ou des pulvériseurs à disques crénelés.

## Utilisations générales

### Ameublissement des labours
Le cultivateur rotatif a été utilisé comme n'importe quel autre cultivateur, y compris en association avec un semoir (Semavator produit par Howard Rotavator, par exemple), mais sa capacité d'émiettement est bien plus importante et son utilisation est délicate lorsque le sol n'est pas suffisamment sec (risques de lissage, de formation de semelle secondaire) aussi il n'est plus guère envisagé dans ce contexte sauf par exemple dans les sols légers destinés au maraîchage ou les rizières en Asie.

### Déchaumage et destruction de couverts
Le cultivateur rotatif garde son intérêt dans le cas de déchaumage difficile comme la reprise de prairies de longue durée ou de friches ou pour l'entretien des entre-rangs en arboriculture ou viticulture.

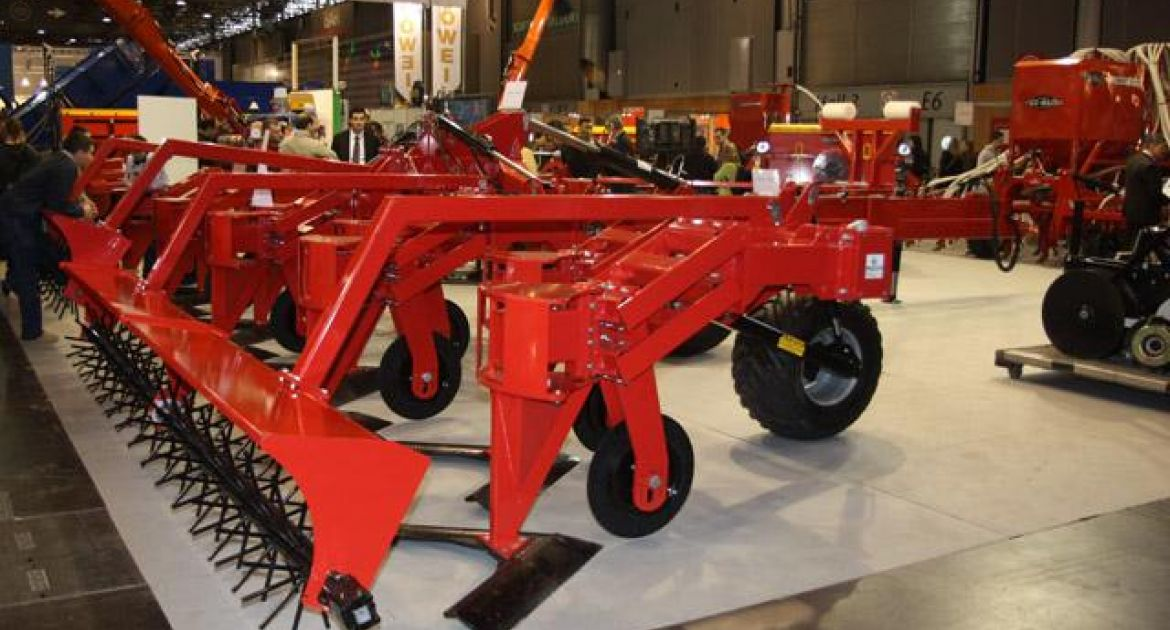
Rotor animé par l'hydraulique du tracteur à l'arrière d'un scalpeur

Les scalpeurs (cultivateurs lourds à socs plats de grande largeur) sont parfois suivis d'un rototiller léger appelé rotor animé. Cet outil complèterait l'effet létal des socs sur les adventices vivaces en les secouant alors que l'on reproche souvent au rotavator de multiplier les boutures de rhizomes.

### Techniques simplifiées d'implantation
Il peut être utilisé à la place de la charrue (pseudo-labour) ou d'autres équipements de travail du sol. Les matières organiques (résidus de cultures, engrais vert) peuvent être mélangées au sol de cette façon ; plus d'oxygène pénètre dans le sol, de sorte que la matière organique se décompose plus rapidement. Plus le tracteur avance lentement, plus le sol est ameubli. Un malaxage trop fréquent est problématique, car il peut conduire à la déstructuration du sol.
Sur des sols légers à moyennement lourds en maraîchage et horticulture il permet de préparer un lit de semence ou de plantation en une seule opération ; c'est aujourd'hui sa principale utilisation.

## Butteuse

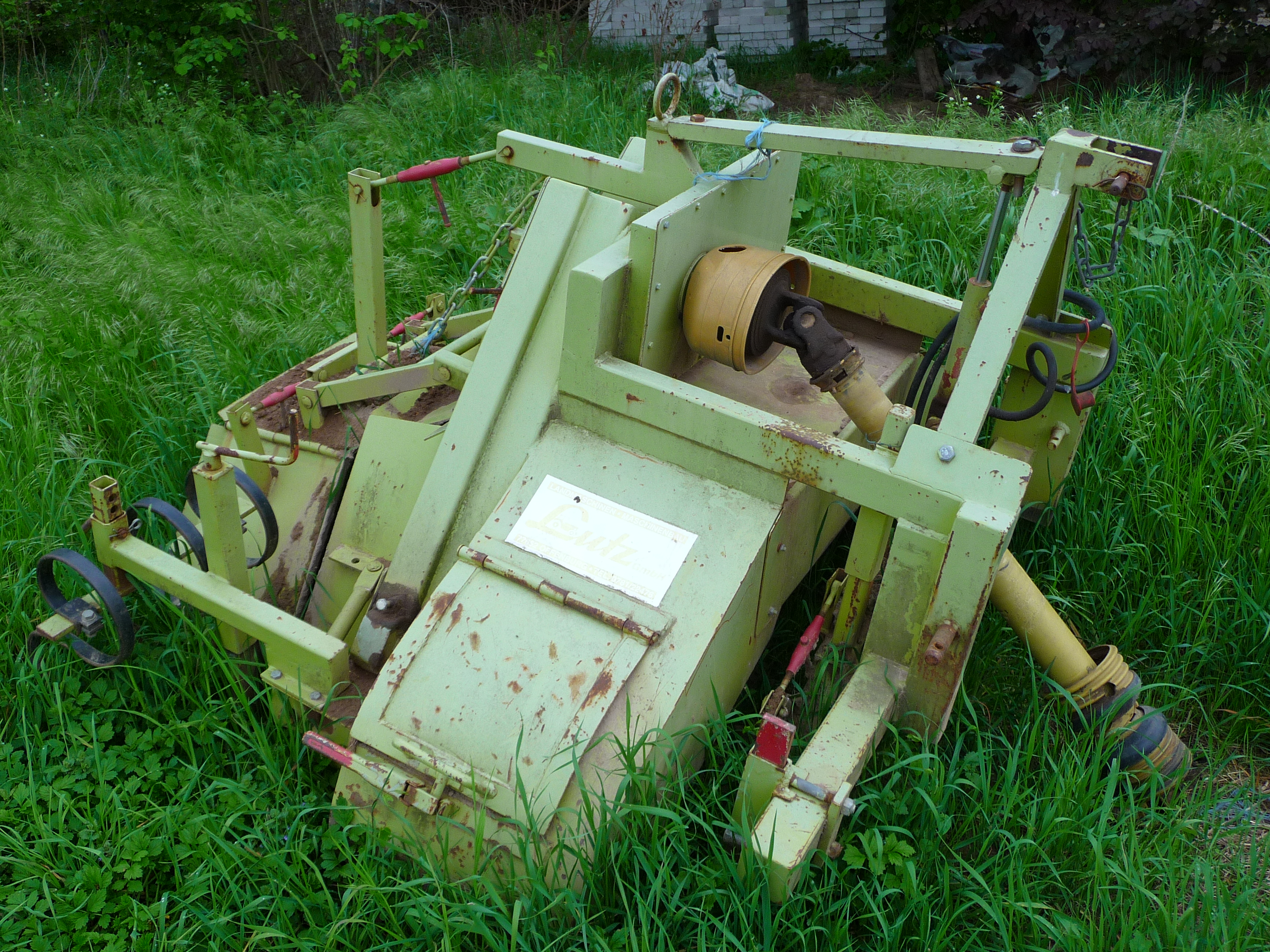
Butteuse pour la culture des asperges

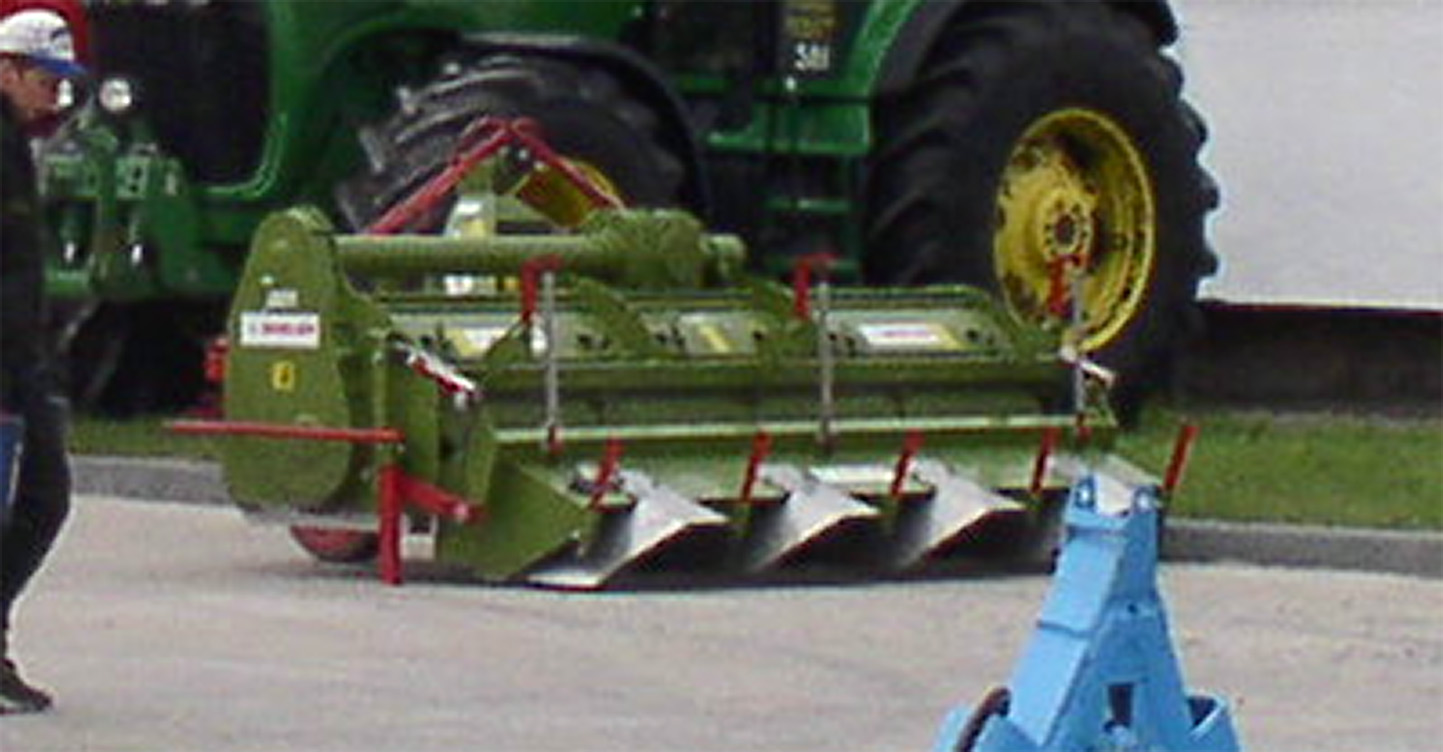
Cultivateur rotatif pour buttage de pommes de terre

La butteuse est utilisée dans la culture des asperges, des carottes et des pommes de terre pour créer des billons dans lesquelles les plantes poussent. Dans la culture de la pomme de terre, le travail du sol, la plantation et la formation de billons sont souvent combinés dans une seule machine (processus tout-en-un). Cette combinaison réduit la compaction du sol, la main-d'œuvre et la consommation d'énergie. L'eau disponible sur le terrain est également conservée. De plus, comme les pommes de terre sont toujours placées au milieu du billon, la quantité de vert dans la récolte est réduite au minimum.

## Sources et références
- (de) Cet article est partiellement ou en totalité issu de l’article de Wikipédia en allemand intitulé « Fräse (Bodenbearbeitung) » (voir la liste des auteurs).

1. ↑  Contraction des mots anglais "rotary cultivator", rototiller étant donné pour rotary tiller
2. 1 2 3  « Cultivateur rotatif », sur AgroParisTech, 2012 (consulté le 30 septembre 2021)
3. ↑  Luigi Giardini, Agronomia generale : ambientale e aziendale, Pàtron, 2002 (ISBN 88-555-2638-3 et 978-88-555-2638-8, OCLC 875197065, lire en ligne)
4. ↑  Ulrich Sachweh (Hrsg.): Der Gärtner, Band 3, Baumschule, Obstbau, Samenbau, Gemüsebau. 2. Auflage, Ulmer, Stuttgart 1986/1989,  (ISBN 3-8001-1148-9), S. 15
5. 1 2  « SIMA 2019 - Rotavators et herses rotatives », sur Kongskilde, 2019 (consulté le 29 septembre 2021)
6. ↑  Michel Portier, « [VIDEO] - AgroSoil - Le scalpeur combiné Kvick-Finn détruit couverts et adventices », sur Réussir, février 2021 (consulté le 9 octobre 2021)
7. ↑  Joseph Pousset, Agricultures sans herbicides, Éditions Agridécisions, 2003 (ISBN 2-912199-13-1 et 978-2-912199-13-3, OCLC 60174074, lire en ligne), p. 535